# 로베르 라모로

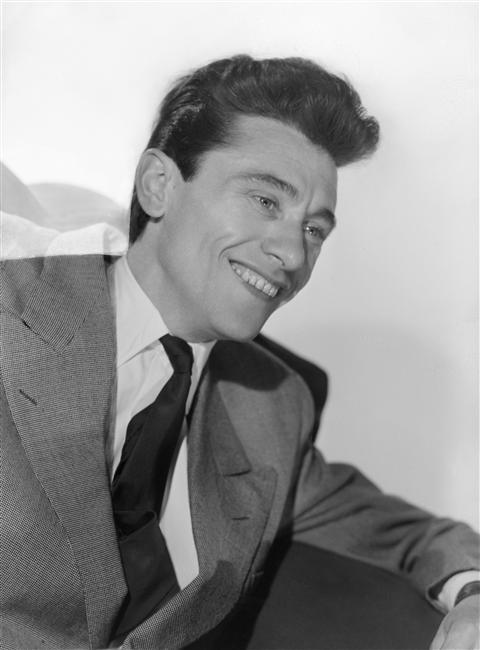

로베르 라모로(Robert Lamoureux, 1920년 1월 4일 ~ 2011년 10월 29일)는 프랑스의 배우, 영화 감독, 작가, 극작가, 각본가, 가수, 영화배우이다.
생망데에서 태어났으며 불로뉴비양쿠르에서 사망하였다.

## 영화
- 어프렌티스 힐 (1977년)
- 세븐스 컴퍼니 아웃도어스 (1977년)
- 더 세븐스 컴퍼니 해즈 빈 파운드 (1975년)
- 나우 웨어 디드 더 세븐스 컴퍼니 겟 투 (1973년)
- 아르센 뤼팽의 모험 (1957년)